# 白石大學
白石大學（：／，Baekseok University）是一所位於韓國忠清南道天安市的私立大學。1994年成立，校訓為「真理會讓你自由」，並將基督教精神作為大學精神的核心。

## 歷史
- 1994年3月成立基督神學院。
- 1995年更名基督神學大學，並改制為四年制大學。
- 1997年3月改名為天安大学。
- 2006年再度改名為白石大學。

## 學科
| - 语文學院 - 社会福祉學院 - 法政警察學院 - 经商学部观光學院 - 教育學院（有碩博士班） - 信息通信學院 - 保健學院（有碩博士班） - 影像设计學院 | - 体育科学學院 - 文化艺术學院 - 基督教學院（有碩博士班） - 神学碩博士班 - 实践神学碩博士班 - 咨询碩博士班 - 音乐碩博士班 |

## 著名校友
- 申彗星（英語英文學系畢業）- 歌手，男團神話成員。
- 金熙太 - 運動員，韓國國家羽毛球隊成員。
- 徐仁國 - 韓國知名演員。

## 參看
- 韓國大學列表

## 備註
1. ↑  同時也是學校創辦人。

## 外部連結
- 官方网站